# AC’97
AC’97 (Audio Codec ’97; także MC'97 jako Modem Codec ’97) – standard kodeka audio stworzony przez Intel w 1997. Ten standard był używany w płytach głównych, modemach i kartach dźwiękowych.
Komponenty audio zintegrowane z chipsetem składają z dwóch podzespołów: kontrolera cyfrowego (nazywanego DC97) AC’97, który jest wbudowany w Kontroler I/O (ICH) chipsetu, i kodeków (audio i modemu) AC’97, które są analogowymi komponentami architektury.
AC’97 określa 16 – lub 20-bitową architekturę wysokiej jakości z obsługą dźwięku przestrzennego na komputerze PC. AC’97 obsługuje częstotliwość próbkowania 96 kHz przy 20-bitowej rozdzielczości stereo i 48 kHz przy 20-bitowej rozdzielczości nagrywania  i odtwarzania wielokanałowego stereo. AC’97 definiuje maksymalnie 6 kanałów analogowych wyjść audio.
Dźwięk zintegrowany jest realizowany przez kodek AC’97 na płycie głównej, kartę Communications and Networking Riser (CNR), lub kartę audio/modem riser (AMR).
W 2004, Intel zaprezentował następcę, Intel High Definition Audio (HD), który nie jest kompatybilny wstecz z AC’97. HD Audio ma możliwość zdefiniowania więcej niż sześciu kanałów wyjściowych oferowanych przez AC’97, ale w praktyce większość płyt głównych nie oferuje więcej niż 8 kanałów.

## Chipy kodeków
Chipy kodeków mają na jednej stronie interfejs AC97, a na drugiej analogowe wyjścia audio. Są to zazwyczaj małe kwadratowe chipy z 48 pinami (48-pin QFP). Przykładowe chipy:
- Analog Devices AD1819B, 1881A, 1885, 1886, 1887, 1980, 1981, 1985
- AKM (Asahi Kasei Microsystems) AK 4540, 4543, 4544A, 4545
- Avance Logic (teraz Realtek) ALC201A, ALC202/A, ALC650, ALC655, ALC658, ALC101, ALC202A, ALC250, ALC850, ALC888
- Conexant Cx20468 – wbudowany modem
- Cirrus Logic CrystalWare 4236, CrystalClear SoundFusion CS4297, CS4299
- Crystal Semiconductors CS4205, CS4202
- C-Media CMI9738, 9739, 9761, 9880
- ESS ES1988 (z modemem)
- Empia EMP202 (2 kanałowy, 20-bit DAC i 20-bit ADC, pełny dupleks, kodek stereofonicznego audio kompatybilny z AC’97 2.2)
- Intersil HMP9701 (przestarzały, 48 kHz, stałe próbkowanie)
- National Semiconductor LM4550, LM49321, LM49350, LM49352
- Philips UCB 1400 (z kontrolerem ekranu dotykowego)
- Realtek ALC5610 ALC5611[1][2][3]
- SigmaTel (teraz IDT) C-Major STAC 9460 (tylko D/A), 9461, 9462, 9463, 9200, 9202, 9250, 9251, 9220, 9221, 9223, 9750
- Silicon Image Si3024 (monofoniczny)
- TriTech Microelectronics TR28022, 28026
- Yamaha YMF 743, 752, 753
- VIA VT1612, VT1616 (VIA Six-TRAC Vinyl Audio), VT82C686
- Winbond W83971
- Wolfson Microelectronics WM9701, WM9703, WM9704, WM9705 (z ekr. dotyk.), WM9707, WM9708, WM9709 (tylko DAC), WM9711, WM9712 (z ekr. dotyk.), WM9713 (z ekr. dotyk.), WM9714

## Złącze przedniego panelu
Płyty główne komputerów często oferują złącze do wyjścia sygnałów mikrofonu i słuchawek na przedni panel mikrofonu.  Intel udostępnia specyfikację dla tego wyjścia; przypisania sygnału są różne dla AC’97 i Intel High Definition Audio.